# Trox variolatus
Trox variolatus là một loài bọ cánh cứng trong họ Trogidae.

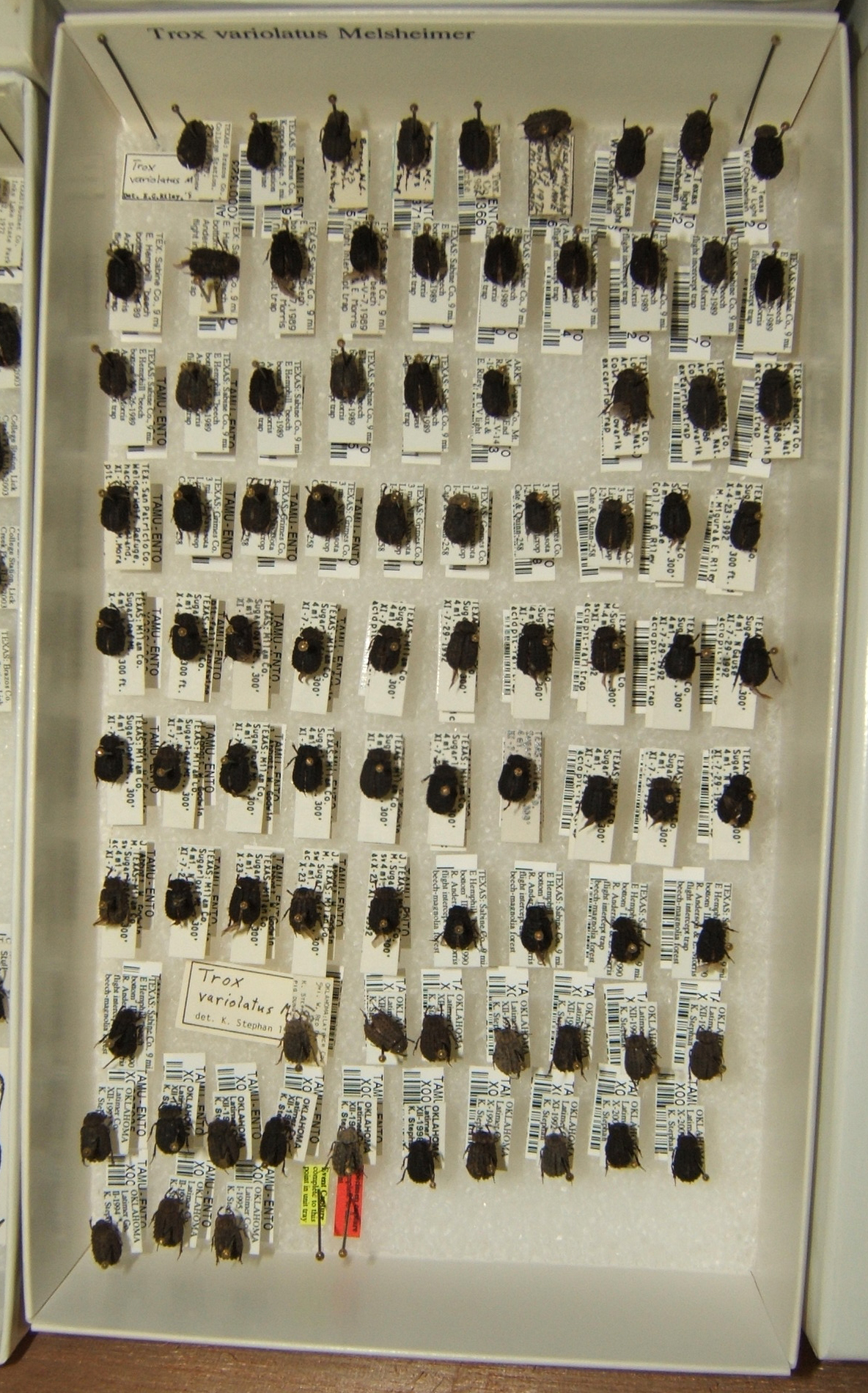
Trox variolatus variation